# Октябрьское (Моздокский район)
Октя́брьское (осет. Октябрьскæй) — село в Моздокском районе Республики Северная Осетия — Алания. 
Входит в состав муниципального образования «Терское сельское поселение».

## География
Селение расположено у восточной окраины Моздокского района, на правом берегу реки Терек, в урочище Верхний Кожак. Находится в 15 км к юго-востоку от районного центра Моздок и в 96 км к северу от города Владикавказ.
Вдоль села проходит участок автомобильной дороги «Моздок — Октябрьское», ведущая вдоль правого берега реки Терек в Чечню.
Граничит с землями населённых пунктов: Терская на северо-западе и Братское на юго-востоке. На противоположном берегу реки расположена станица Стодеревская.
Населённый пункт расположен к югу от реки Терек, на моздокской равнине. Рельеф местности преимущественно равнинный, без резких колебаний относительных высот. Средние высоты на территории села составляют 142 метров над уровнем моря. Вдоль долины реки Терек тянется на несколько километров вглубь и вширь приречные леса, достигающая в районе села Октябрьское наибольших площадей.
Гидрографическая сеть на территории села в основном представлены рекой Терек и искусственными водоканалами. К югу от села проходят водоканалы — Надтеречный и 1-й Кизлярский.
Климат влажный умеренный. Среднегодовая температура воздуха составляет около +10,5°С. Температура воздуха в среднем колеблется от +23,5°С в июле, до -2,8°С в январе. Среднегодовое количество осадков составляет около 530 мм. Основное количество осадков выпадает в период с мая по июль. В конце лета из района Прикаспийской низменности дуют суховеи.

## История
В начале XIX века в районе современного села, в урочище Верхний Кожак, князём Бекович-Черкасским Инал Эльмурзаевичем был основан аул носившее название — Кожаковское. Населяли его переселенцы из под города Кизляр, в том числе подданные князя. В 1840 году аул был сожжён и население покинуло его.
Современное селение было основано в 1890 году, когда в урочище поселились переселенцы из Центральной России и основали хутор Тюленев, который вскоре был переименован в хутор Надеждин.
С установлением советской власти, хутор Надеждин был переименован в Терек.
В 1944 году село было передано в состав Северо-Осетинской АССР. В том же году включён в состав Терского сельсовета Моздокского района. Тогда же населённый пункт получил статус села и переименован в Октябрьское.

## Население
| 2002 | 2010 | 2021 |
| ---- | ---- | ---- |
| 242  | ↘176 | ↗197 |

Национальный состав
По данным Всероссийской переписи населения 2010 года:
| Народ   | Численность, чел. | Доля от всего населения, % |
| ------- | ----------------- | -------------------------- |
| чеченцы | 128               | 72,7 %                     |
| русские | 45                | 25,6 %                     |
| осетины | 3                 | 1,7 %                      |
| всего   | 176               | 100 %                      |

## Инфраструктура
В селе отсутствуют объекты социальной инфраструктуры. Жители села обучаются и обращаются за медицинской помощью в соседние населённые пункты — Терская и Братское.

## Улицы
В селе всего две улицы — Луговая и Молодёжная.